# Kharigisme
El kharigisme (àrab: الخوارج, al-ẖawārij, ‘els kharigites’, ‘els dissidents’; en singular, الخارجي, al-ẖārijī) és una de les tres branques en què es va dividir l'islam arran dels problemes successoris del califat pels volts de l'any 661: ortodoxos (o sunnites), xiïtes i kharigites.
Aquesta divisió té els seus orígens en el conflicte generat arran de la successió del califa Uthman ibn Affan. Un corrent (els futurs «kharigites») va propugnar l'elecció del dirigent de l'Umma (la comunitat de creients) entre aquelles persones religiosament més aptes, negligint per tant el principi dinàstic defensat per alguns (els futurs «xiïtes»), que creien que la successió s'havia de buscar entre els descendents del profeta Mahoma (concretament entre els descendents de la seva filla Fàtima az-Zahrà i del seu nebot Alí ibn Abi-Tàlib), i negligint també l'opció defensada per d'altres (els futurs «sunnites»), que acabaren cercant la successió califal en un parent llunyà del Profeta, l'omeia Muàwiya ibn Abi-Sufyan, governador de Damasc.

## Història
Les desavinences sorgides per decidir qui succeiria Uthman van acabar originant la primera guerra civil islàmica o primera fitna (656-661). Els futurs kharigites són els qui es van oposar a l'arbitratge en el conflicte entre Muàwiya i Alí, i que van sortir de l'exèrcit tot elegint com a cap Abd-Al·lah ibn Wahb ar-Rassibí; aquests primers dissidents es van anomenar al-Haruriyya o al-Mukakkima. Aquest grup es va incrementar el 658, quan l'arbitratge fou advers a Alí, i molts van «sortir» de Kufa, on l'exèrcit havia retornat, per unir-se a l'exèrcit d'Abd-Al·lah ibn Wahb ar-Rassibí establert a Jukha, prop de la futura Bagdad. Aquesta sortida els va donar el nom (kharaja, «sortida» > kharigites o «els que surten»). La proclamació de la igualtat de les races que proclamaven aquests dissidents va atreure a més molts elements no-àrabs.
Atacats per Alí ibn Abi-Tàlib, van ser derrotats en la batalla d'an-Nahrawan de 17 de juliol de 658 en què va morir Abd-Al·lah ar-Rassibí. La derrota fou nefasta per a Alí, que no va poder dominar del tot els kharigites, fraccionats en petites revoltes locals, i a més va acabar sent assassinat per un kharigita anomenat Ibn Múljam.

### Període de confrontació
Les revoltes kharigites van prosseguir a Kufa i Bàssora durant el regnat de Muàwiya ibn Abi-Sufyan, esdevingut Muàwiya I (660-680). La de Bàssora, sota el govern de Ziyad ibn Abid i el del seu fill Ubayd Al·lah, fou dirigida per Mirdas ibn Udayya at-Tamimí Abu-Bilal; fent incursions sobtades i molt ràpides amb la cavalleria (els cavalls kharigites van adquirir molta fama) i retirant-se ràpidament fora de l'abast de les forces del govern, cap a la Batiha, prop de Bàssora o la regió de Jukha a la riba esquerra del Tigris. Van dificultar el control del territori per part d'Abd-Al·lah ibn az-Zubayr; després foren els governadors omeies els que hi van lluitar.
A la mort de Yazid I el kharigisme es va fraccionar successivament en diferents grups i corrents, a voltes oposats entre ells (azraquites, najdites, ajradites, sufrites i ibadites). Tot i les derrotes, el kharigisme va estar força estès a nivell popular, sobretot com a reacció al poder oficial sunnita, en zones com el sud de l'Iraq (regions de Bàssora i Kufa) o el Màgrib, on va protagonitzar nombroses revoltes durant els segles vii i viii. Els azraquites van dominar temporalment el Kirman, Fars, Khuzestan i altres regions veïnes i van amenaçar Bàssora.
Una revolta destacada fou la de Xahib ibn Yazid aix-Xaybaní (696-697) que no en fou l'iniciador sinó el cap més important, centrada a l'alt Tigris entre Mardin i Nisibin i van assolar tot l'Iraq fins que finalment foren derrotats per un cos escollit de soldats omeies sirians, morint Xahib (ofegat al Dudjayl). A l'Aràbia es van revoltar (684-692) dirigits pels caps Abu-Talut a Hadramaut, Naja ibn Amir a la Yamama, i Abu-Fudayk al Iemen. Van ocupar Taïf i no van entrar a Medina i la Meca per qüestions religioses i no militars; finalment foren derrotats pel governador de l'Iraq Al-Hajjaj ibn Yússuf.
Vers la fi del govern omeia (vers 730-750) va tenir lloc la gran revolta kharigita d'Ad-Dahhak ibn Qays al-Fihrí a Al-Jazira i l'Iraq, i la d'Abd-Al·lah ibn Yahya àlies Tàlib al-Hakk, i Abu-Hamza a Aràbia, quan Medina fou ocupada. Amb això les revoltes a l'Iraq i Medopotàmia es van acabar i sota els abbàssides els kharigites foren un perill poc rellevant.

### El kharigisme al Màgrib
En el Màgrib, on va comptar amb un ampli suport per part de la població autòctona amaziga, s'arribaren a fundar diversos principats d'inspiració kharigita. Una comunitat sufrita del sud de Tunísia va prendre la ciutat de Kairuan el 755 al preu de terribles massacres. Els ibadites del Jebel Nafusa, ofesos pels excessos de la secta rival, van prendre la ciutat i en van expulsar la població sufrita. Cap al 757 van proclamar un imamat, fundant un estat que cobria parts de l'antiga Tripolitània i d'Ifríqiya, fins que aquest territori fou conquerit pels abbàssides el 761. Entre els líders d'aquesta comunitat va destacar Abd-ar-Rahman ibn Rustam, un persa convertit al kharigisme que el mateix any fundaria la ciutat de Tahart, a l'actual Algèria, des de la qual crearia un imamat regit per ell i els seus descendents, els rustamites.
A la mateixa època es va fundar un regne sufrita a Tremissèn; amazics sufrites de la tribu dels miknassa van establir l'estat midrarita a Sijilmassa, al vessant oriental de l'Atles marroquí, mentre Abu-Qurra, un sufrita de la tribu dels Ifran de Tremissèn, va reconquerir Ifriqiya als àrabs el 771.
La regió es va estabilitzar el 778, quan Ibn Rustam va establir un acord de pau amb el governador abbàssida de Kairuan. Estabilitat que perdurarà fins a l'adveniment dels fatimites el 909, quan tots els principats kharigites van desaparèixer, engolits pel fatimites i per l'enfrontament entre aquests i els omeies andalusins.

### En l'actualitat
Actualment, dels nombrosos grups en què es va fraccionar el kharigisme, solament es mantenen els ibadites, els quals, per altra part, rebutgen ser anomenats kharigites. Els ibadites formen actualment una part significativa de la població d'Oman (on es van establir per primer cop el 686), des d'on van estendre's a Zanzíbar, i n'existeixen petites comunitats al Mzab (Algèria), a Jerba (Tunísia) i al Jebel Nafusa (Líbia), totes tres amazigòfones.

## Principals grups kharigites
- azraquites, seguidors d'Abu-Raixid Nafi ibn al-Àzraq
- najdites, seguidors de Najda ibn Àmir al-Hanafí
- ajradites, seguidors d'Abd-al-Karim ibn Àjrad
- ibadites, seguidors d'Abd-Al·lah ibn Ibad
- sufrites, seguidors de Ziyad ibn al-Àsfar i Umran ibn Hattan